# 아르투로 톨렌티노

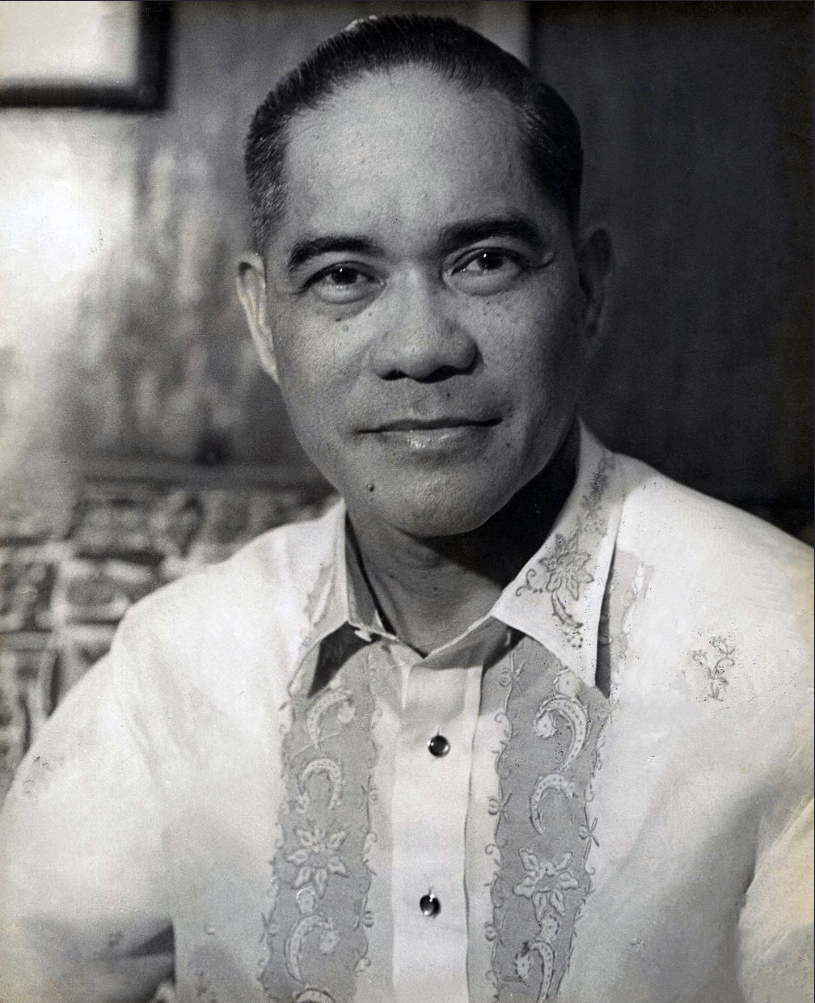
아르투로 톨렌티노

아르투로 모데스토 톨렌티노(타갈로그어: Arturo Modesto Tolentino, 1910년 9월 19일 ~ 2004년 8월 2일)는 필리핀의 전 정치인이었다. 그는 1966년부터 1967년까지 필리핀 상원 의장을 지냈다. 1986년 당시 페르디난드 마르코스 대통령의 러닝메이트로 부통령이 되었으나, 코라손 아키노 정부는 톨렌티노의 부통령직을 인정하지 않았다. 결국 9일만인 2월 25일 사퇴했고, 2004년 심장병으로 사망하였다.

## 같이 보기
- 필리핀의 부통령
- 페르디난트 마르코스
- 이멜다 마르코스
- 세자르 비에라타
- 후안 폰스 에르닐
- 피델 라모스

## 역대 선거 결과
| 선거명      | 직책명        | 대수 | 정당         | 득표율 | 득표수      | 결과 | 당락 |
| ----------- | ------------- | ---- | ------------ | ------ | ----------- | ---- | ---- |
| 1986년 선거 | 필리핀 부통령 | 8대  | 신사회운동당 | 45.85% | 9,173,105표 | 2위  | 낙선 |